# 65 nm
Il processo costruttivo a 65 nm (65 nanometri) è l'evoluzione del processo a 90 nm utilizzato per i microprocessori Intel e AMD ed utilizzato attualmente da entrambi i produttori per le proprie linee di CPU. Il termine "65 nm" indica il nodo tecnologico del processo produttivo (definito come la metà della distanza fra celle vicine in un chip contenente memoria DRAM) e non la lunghezza di gate dei transistor (che nei dispositivi prodotti da Intel in questa tecnologia è pari a 35nm). Per avere un'idea di cosa voglia dire 65 nm basti considerare che il virus dell'HIV è grande circa 120 nm, un globulo rosso umano circa 6000-8000 nm e un capello quasi 80000 nm.
Lo sviluppo della miniaturizzatione dei processori porta numerosi vantaggi, come la diminuzione dei consumi, l'aumento delle velocità di calcolo e il minor costo produttivo per singolo processore. Intel ha affermato che il processo produttivo a 65 nm, se confrontato con il precedente a 90 nm, permette transistor del 20% più veloci richiedendo il 30% di energia in meno.
D'altra parte, la miniaturizzazione comporta anche numerose problematiche. Ad esempio, a 65 nm, lo spessore dello strato isolante sopra un transistor è estremamente ridotto. Questo causa un fenomeno di elettro-migrazione, ovvero alcuni elettroni "saltano" dall'altra parte dell'isolamento. In inglese tale fenomeno viene denominato "leakage". Le conseguenze di questo fenomeno sono un aumento del consumo elettrico totale del processore e, di conseguenza, un aumento di temperatura. Intel ha dovuto far fronte a questo problema già con il Pentium 4 Prescott, costruito a 90 nm, che scatenò subito diverse polemiche legate appunto al suo alto "leakage", e quindi all'enorme consumo. Tale problema dovrebbe risolversi con il futuro utilizzo di una nuova versione della tecnologia strained silicon e un nuovo strato isolante a bassa costante K (Low K dielectric).
Il primo processore a 65 nm è stato Yonah della Intel, ossia la prima generazione della nuova CPU mobile Core Duo, successore del Pentium M Dothan. La tecnologia è stata utilizzata da Intel per i suoi processori usciti nel 2006 e nel 2007, per essere poi progressivamente abbandonata a favore del processo produttivo a 45 nm introdotto fine 2007.

## Processori realizzati con il processo 65 nm

### Processori Intel
- Pentium 4
  -  Cedar Mill
  - Millville

- Pentium D
  - Presler
  - Conroe(microprocessore)
  - Allendale

- Pentium Extreme Edition
  - Kentsfield

- Core Duo
  - Yonah
  - Merom

- Xeon DP
  - Sossaman
  - Dempsey
  - Woodcrest
  - Clovertown

- Xeon MP
  - Tulsa
  - Tigerton
  - Whitefield (forse annullato)

- Itanium 2 DP
  - Montvale
  - Dimona

- Itanium 2 MP
  - Montvale
  - Tukwila